# 地獄の戦艦
『地獄の戦艦』（じごくのせんかん、原題：A glimpse of hell）は、アメリカ、カナダの映画作品（テレビ映画）。アメリカ合衆国では2001年3月18日にFXで放送された。
原作は1989年4月19日に戦艦アイオワで発生した二番砲塔内で爆発事故を題材としたノンフィクション"A Glimpse of Hell: The Explosion on the USS Iowa and Its Cover-Up"（著：チャールズ・トンプソン2世）。
別題に『アメリカ海軍の陰謀 戦艦アイオワ爆発事件』『戦艦アイオワ/疑惑の砲台』がある。

## キャスト
| 役名                       | 俳優                         | 日本語吹替 |
| -------------------------- | ---------------------------- | ---------- |
| ダン・マイヤー少尉         | ロバート・ショーン・レナード | 伊藤健太郎 |
| フレッド・ムサリー艦長     | ジェームズ・カーン           | 屋良有作   |
| ケンドール・トゥルーイット | ジェイミー・ハロルド         | 宮島岳史   |
|                            | ヒュー・トンプソン           |            |
| モートン                   | ダニエル・ローバック         | 佐久田修   |
| ラングレット提督           | ジョン・ドーマン             | 楠見尚己   |
| ドナルド・メイヤー         | ブルース・グレイ             | 荒川太郎   |
| スケリー                   | ユージーン・リピンスキー     | 相沢正輝   |

- その他の声の吹き替え：松井範雄／齋藤龍吾／野島裕史／ささいけい子／鈴木貴征／星光明／間宮知子／北村允志／岡本俊一